# Gmach Główny Muzeum Narodowego w Szczecinie
Gmach Główny Muzeum Narodowe w Szczecinie – jedna z sześciu siedzib Muzeum Narodowego w Szczecinie, mieszcząca się na Wałach Chrobrego.

## Historia

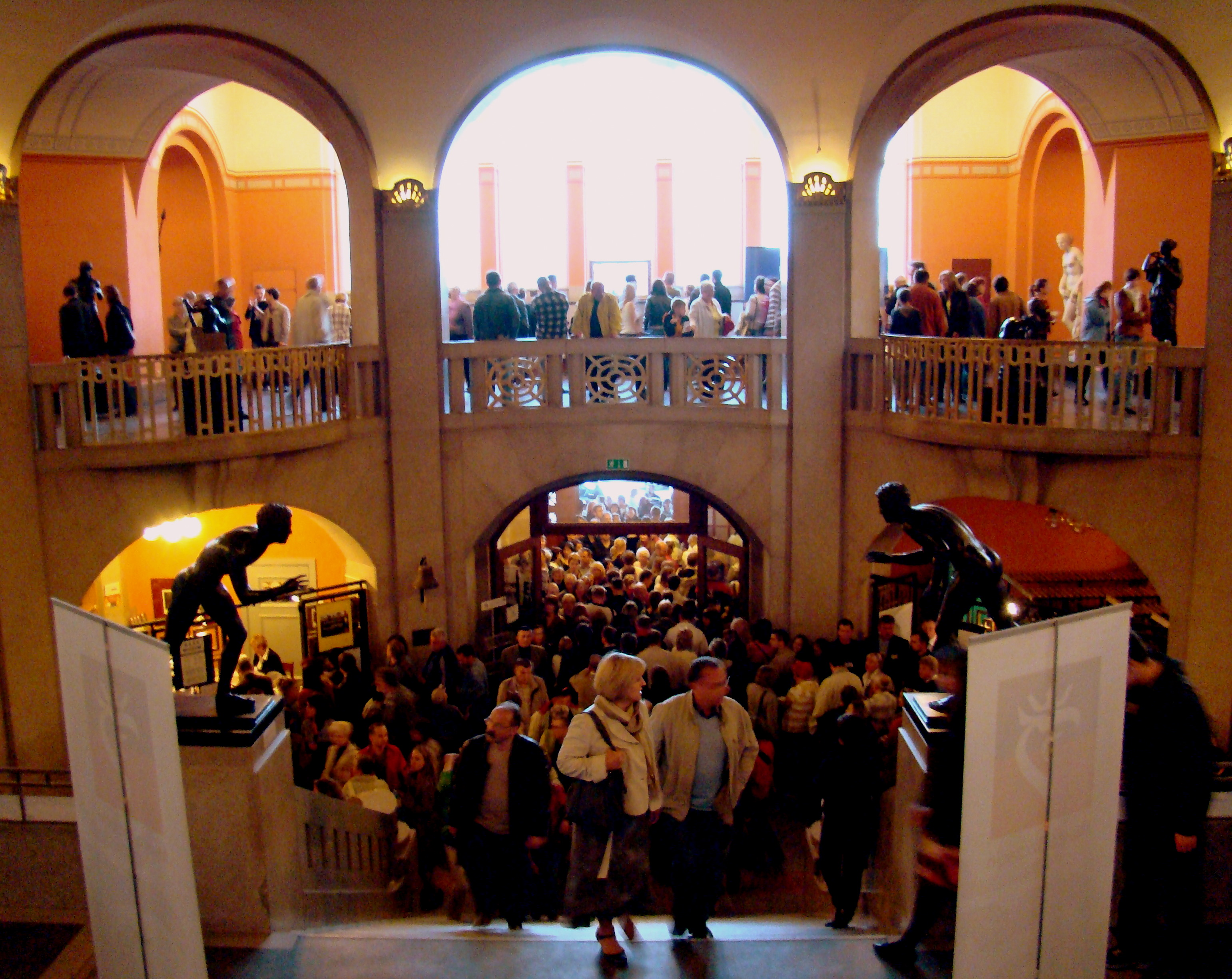
Gmach Główny Muzeum Narodowego w Szczecinie (IV Europejska Noc Muzeów, 2009)

O zabudowaniu Wałów Chrobrego (ówczesnych Hakenterrasse) zadecydowano w 1901. Gmach wybudowany w latach 1908–1911 według projektu Wilhelma Meyera-Schwartau. Pierwotnie znajdowało się tutaj Muzeum Miejskie, otwarte oficjalnie 23 czerwca 1913, mieszczące zbiory sztuki.
Wybudowany na planie litery E nawiązuje swoim stylem do modernizmu i secesji. Pomiędzy arkadami portyku fasady głównej – od strony Odry – znajdują się reliefy, przedstawiające cztery obiekty symbolizujące epoki kultury: piramidę Cheopsa (kultura egipska), Partenon (kultura grecko-rzymska), katedrę w Kolonii (kultura średniowieczna) oraz bazylikę św. Piotra (kultura renesansu włoskiego). Na ścianie południowej znajdują się kobiece postacie symbolizujące malarstwo, grafikę i rzeźbę. Powierzchnia wystawowa obiektu to 5563 m². Wysokość gmachu wraz z kopułą wynosi 54 m. Gmach nigdy nie został ukończony. Otwarcie pierwszej części – mniej więcej połowy założenia – w 1913 było jednocześnie końcem inwestycji. W następnym roku wybuchła I wojna światowa. Pierwotne założenie przewidywało czteroskrzydłowy budynek z traktem na osi i dwoma dziedzińcami wewnętrznymi. Do ukończenia pierwotnego założenia nigdy nie powrócono.
W 1944, podczas trwających nalotów, gmach został uszkodzony w obrębie kondygnacji dachowej. 21 marca 1945 najcenniejsze eksponaty wywieziono do zamku w Koburgu. 29 czerwca 1948 otwarto tutaj Muzeum Morskie, wcielone dwa lata później w oddział Muzeum Narodowego w Szczecinie.
Od 1 stycznia 1976 na piętrze budynku znajduje się Teatr Współczesny.

## Zbiory
Oprócz zbiorów nautycznych, w budynku eksponowane są zbiory archeologiczne, etnograficzne (kolekcja afrykańska). Z dostępnej dla turystów wieży rozciąga się widok na Szczecin i okolice, szczególnie Międzyodrze.

## Wystawy stałe
- Antyczne korzenie Europy. Szczecińska kolekcja Dohrnów – największa w Europie kolekcja kopii antycznych rzeźb z brązu[2]. Na wystawie prezentowana jest także antyczna ceramika grecka.
- W afrykańskiej wiosce – interesująco zaaranżowana wystawa przybliżająca realia życia w afrykańskiej wiosce.
- Sztuka Afryki – między maską a fetyszem – wystawa przedstawia bogatą kolekcję rzeźb, masek, totemów i innych wytworów afrykańskiej kultury.